# Symetralna odcinka

Symetralna odcinka – prosta definiowana dla dowolnego odcinka na dwa równoważne sposoby:
- jest do niego prostopadła i przechodzi przez jego środek;
- jest to zbiór punktów równo oddalonych od obu końców odcinka.

Poprawność drugiej definicji wynika z twierdzenia mówiącego, że taki zbiór punktów faktycznie tworzy prostą. Symetralna jest jedną z dwóch osi symetrii odcinka.

## Konstrukcja symetralnej

Konstrukcja symetralnej odcinka

Niech dany będzie odcinek {\displaystyle AB.} Aby skonstruować cyrklem i linijką symetralną tego odcinka, należy:
1. Zakreślić cyrklem dwa okręgi o środkach w punktach {\displaystyle A} oraz {\displaystyle B} o identycznym promieniu większym od połowy długości odcinka {\displaystyle AB.} Okręgi te przetną się w dwóch różnych punktach.
2. Poprowadzić prostą przez wyznaczone punkty przecięcia okręgów.

Wyznaczona prosta jest szukaną symetralną.
Uwaga
Powyższa konstrukcja jest również stosowana do wyznaczenia środka odcinka, ponieważ punkt przecięcia symetralnej z odcinkiem jest właśnie tym środkiem.

## Symetralna w geometrii analitycznej

### Równanie symetralnej

Weźmy w prostokątnym układzie współrzędnych na płaszczyźnie odcinek o końcach {\displaystyle A=(A_{x},A_{y}),} {\displaystyle B=(B_{x},B_{y}).}
Wówczas symetralną odcinka {\displaystyle AB} jest prosta o równaniu:
{\displaystyle (2\cdot x-A_{x}-B_{x})(A_{x}-B_{x})+(2\cdot y-A_{y}-B_{y})(A_{y}-B_{y})=0.}

### Równanie wektorowe
Weźmy na płaszczyźnie trzy punkty {\displaystyle A,B,X.}
Punkt {\displaystyle X} leży na symetralnej odcinka {\displaystyle AB} wtedy i tylko wtedy, jeśli {\displaystyle {\overrightarrow {AX}}\circ {\overrightarrow {AB}}={\tfrac {1}{2}}|{\overrightarrow {AB}}|^{2}.}
Rzeczywiście:
{\displaystyle {\overrightarrow {AX}}\circ {\overrightarrow {AB}}=({\overrightarrow {AO}}+{\overrightarrow {OX}})\circ {\overrightarrow {AB}}={\overrightarrow {AO}}\circ {\overrightarrow {AB}}+{\overrightarrow {OX}}\circ {\overrightarrow {AB}}={\overrightarrow {AO}}\circ {\overrightarrow {AB}}={\tfrac {1}{2}}{\overrightarrow {AB}}\circ {\overrightarrow {AB}}.}
Bo {\displaystyle {\overrightarrow {OX}}\perp {\overrightarrow {AB}}} oraz {\displaystyle |{\overrightarrow {AO}}|={\tfrac {1}{2}}|{\overrightarrow {AB}}|.}
Podobnie dla równania {\displaystyle {\overrightarrow {BX}}\circ {\overrightarrow {BA}}={\tfrac {1}{2}}|{\overrightarrow {BA}}|^{2}.}

## Twierdzenie o symetralnych boków trójkąta

Symetralne boków dowolnego trójkąta przecinają się w jednym punkcie.

### Dowód 1 (geometryczny)
Niech dany będzie trójkąt {\displaystyle \triangle ABC.}
Jeśli {\displaystyle O} jest punktem przecięcia symetralnych boków {\displaystyle AB} i {\displaystyle AC,} to {\displaystyle AO=BO} oraz {\displaystyle AO=CO.}
Stąd {\displaystyle BO=CO,} co oznacza, że punkt {\displaystyle O} leży na symetralnej boku {\displaystyle BC.}

### Dowód 2 (wektorowy)
Niech {\displaystyle O} będzie przecięciem symetralnych boków {\displaystyle AB} i {\displaystyle AC.}
{\displaystyle {\begin{aligned}&{\overrightarrow {AB}}\circ {\overrightarrow {AC}}\\[2px]={}&({\overrightarrow {AO}}+{\overrightarrow {OB}})\circ {\overrightarrow {AC}}\\[2px]={}&{\overrightarrow {AO}}\circ {\overrightarrow {AC}}+{\overrightarrow {OB}}\circ {\overrightarrow {AC}}\\[2px]={}&{\overrightarrow {AO}}\circ {\overrightarrow {AC}}+{\overrightarrow {OB}}\circ ({\overrightarrow {AB}}+{\overrightarrow {BC}})\\[2px]={}&{\overrightarrow {AO}}\circ {\overrightarrow {AC}}+{\overrightarrow {OB}}\circ {\overrightarrow {AB}}+{\overrightarrow {OB}}\circ {\overrightarrow {BC}}\\[2px]={}&{\tfrac {1}{2}}|{\overrightarrow {AC}}|^{2}+{\tfrac {1}{2}}|{\overrightarrow {AB}}|^{2}+{\overrightarrow {OB}}\circ {\overrightarrow {BC}}\end{aligned}}.}
Skorzystaliśmy z równania wektorowego symetralnej.
Zgodnie z twierdzeniem cosinusów
{\displaystyle 2\cdot {\overrightarrow {AB}}\circ {\overrightarrow {AC}}=|{\overrightarrow {AC}}|^{2}+|{\overrightarrow {AB}}|^{2}-{\overrightarrow {BC}}\circ {\overrightarrow {BC}},}
więc
{\displaystyle {\overrightarrow {OB}}\circ {\overrightarrow {BC}}=-{\tfrac {1}{2}}{\overrightarrow {BC}}\circ {\overrightarrow {BC}},} tzn. {\displaystyle {\overrightarrow {BO}}\circ {\overrightarrow {BC}}={\tfrac {1}{2}}{\overrightarrow {BC}}\circ {\overrightarrow {BC}}={\tfrac {1}{2}}|{\overrightarrow {BC}}|^{2},} co zgodnie z równaniem wektorowym oznacza, że punkt {\displaystyle O} leży na symetralnej boku {\displaystyle BC.}

### Wnioski
- Punkt przecięcia się symetralnych boków trójkąta jest środkiem okręgu opisanego na tym trójkącie.
- Na każdym trójkącie można opisać okrąg.

### Uwaga
Dla wielokątów mamy ogólną własność: przecinanie się symetralnych wszystkich boków wielokąta w jednym punkcie jest równoważne istnieniu okręgu opisanego.

## Symetralne w geometriach nieeuklidesowych
Pojęcie symetralnej oparte jest na pojęciu prostopadłości i przystawania (w klasycznym ujęciu także prostopadłość sprowadza się do przystawania). Ponieważ w geometrii hiperbolicznej i eliptycznej istnieje pojęcie przystawania, można więc także w nich używać symetralnych.
W geometrii hiperbolicznej każdy odcinek ma dokładnie jedną symetralną. Rzecz komplikuje się, gdy rozpatrzyć symetralne boków trójkąta. Mogą zajść trzy przypadki:
- Symetralne trzech boków przecinają się w jednym punkcie. Wierzchołki trójkąta wyznaczają dokładnie jeden okrąg opisany.
- Symetralne są elementami pęku prostych równoległych – zbiegają się we wspólnym punkcie w „nieskończoności”. Wierzchołki trójkąta nie wyznaczają okręgu opisanego, ale horycykl.
- Symetralne są rozbieżne – mają wspólną prostopadłą. Wierzchołki trójkąta wyznaczają ekwidystantę.

Jak widać, są tutaj trójkąty nie wyznaczające żadnego okręgu opisanego.
W geometrii eliptycznej jest jeszcze inaczej. Ponieważ każdy odcinek (rozumiany jako para różnych punktów) ma dwie symetralne (wzajemnie prostopadłe), więc na każdym trójkącie (rozumianym jako trójka niewspółliniowych punktów) można opisać cztery różne okręgi.
Podsumowując, geometria euklidesowa (paraboliczna) wyróżnia się tym, że na każdym trójkącie można opisać tylko jeden okrąg. W niektórych ujęciach aksjomatyki powyższe własność jest równoważna aksjomatowi Euklidesa.